# Joop Captein
Joop Captein (* 21. März 1937 in Amsterdam) ist ein ehemaliger niederländischer Radrennfahrer und nationaler Meister im Radsport.

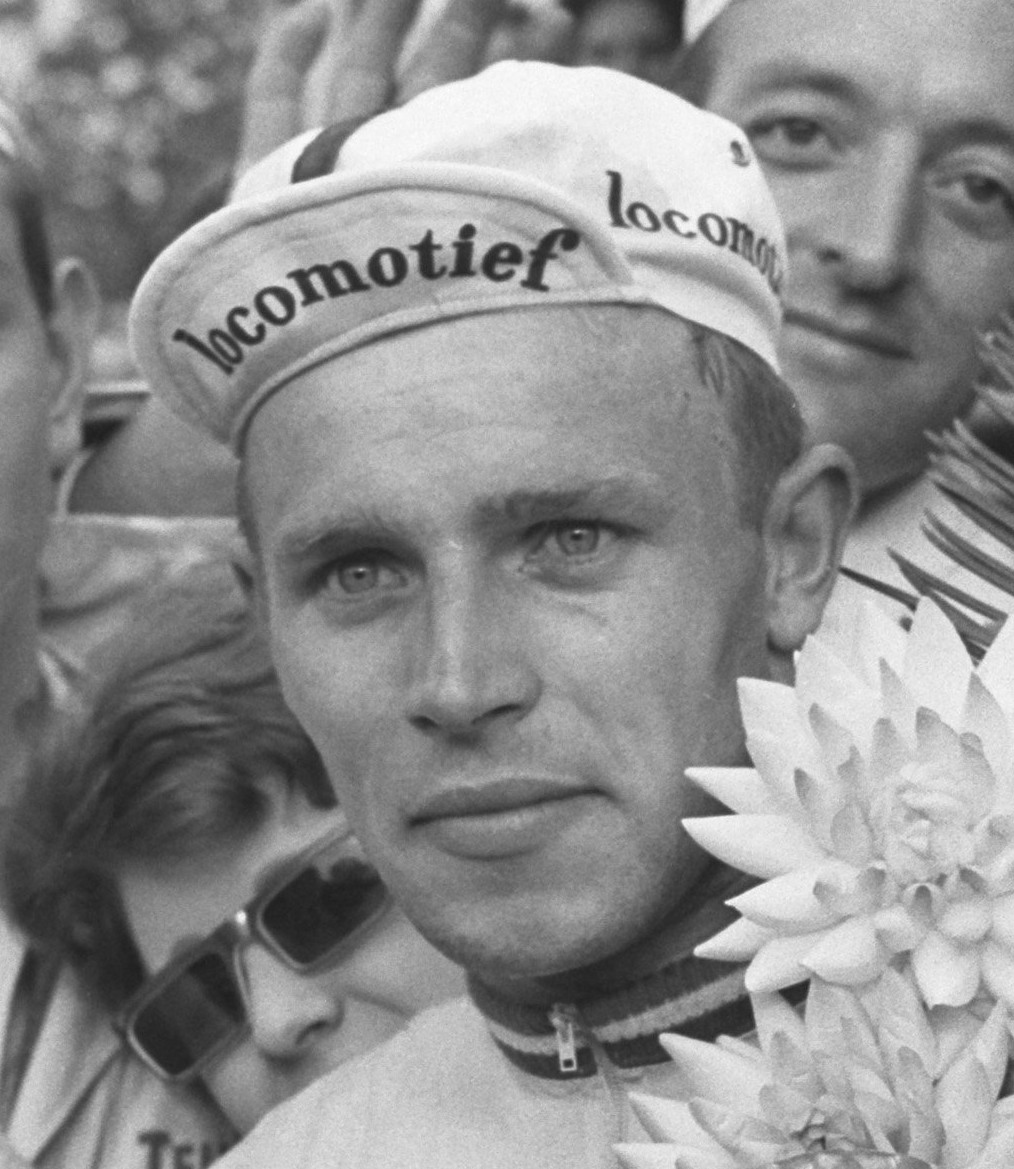
Joop Captein 1961

## Sportliche Laufbahn
Captein war sowohl im Straßenradsport als auch im Bahnradsport erfolgreich. Seine besondere Qualität bestand in einer hohen Endschnelligkeit bei Radrennen. 1955 siegte er bei den Amateuren in der nationalen Meisterschaft im Punktefahren. 1956 gewann er als Amateur zwei Etappen in der Olympia’s Tour. 1959 wechselte er in die Klasse der Unabhängigen und konnte somit auch an Rennen der Profis teilnehmen. Er siegte in einige Kriterien, im Eintagesrennen Hoegaarden–Antwerpen–Hoegaarden und wurde Dritter der nationalen Meisterschaft im Straßenrennen und im Bahnsprint der Profis.
1960 erhielt er einen Vertrag als Berufsfahrer im niederländischen Radsportteam Radium. Er gewann unter anderem das Eintagesrennen Elfstedenronde. In der folgenden Saison wurde er Dritter der Holland-Rundfahrt und Vize-Meister im Sprint hinter Jan Derksen. Er wurde noch dreimal Vize-Meister der Profi-Sprinter, bis er 1964 und 1965 selbst die Meisterschaft gewinnen konnte. 1968 beendete er seine Profi-Karriere.